# Aminata Diagne
Aminata Mbana Diagne (Thiès, 2 novembre 1961) è un'ex cestista senegalese.

## Carriera
Con il Senegal ha disputato i Campionati mondiali del 1979.